# ラッセル・クラーク (画家)

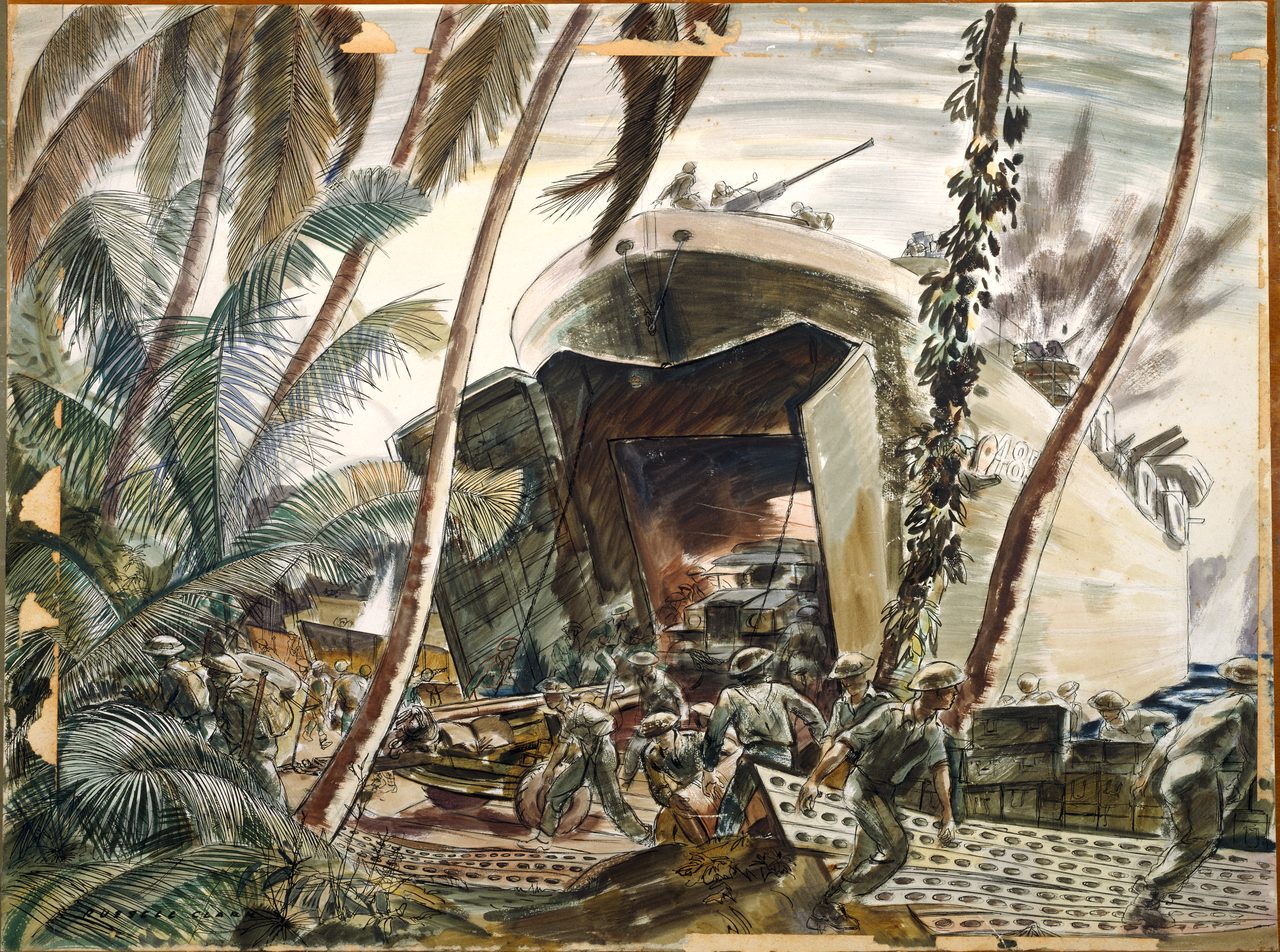
『Landing Ships Under Fire, Treasury Island, 1943（砲火の中、上陸する船、トレジャリー島、1943年）』 ラッセル・クラーク画。

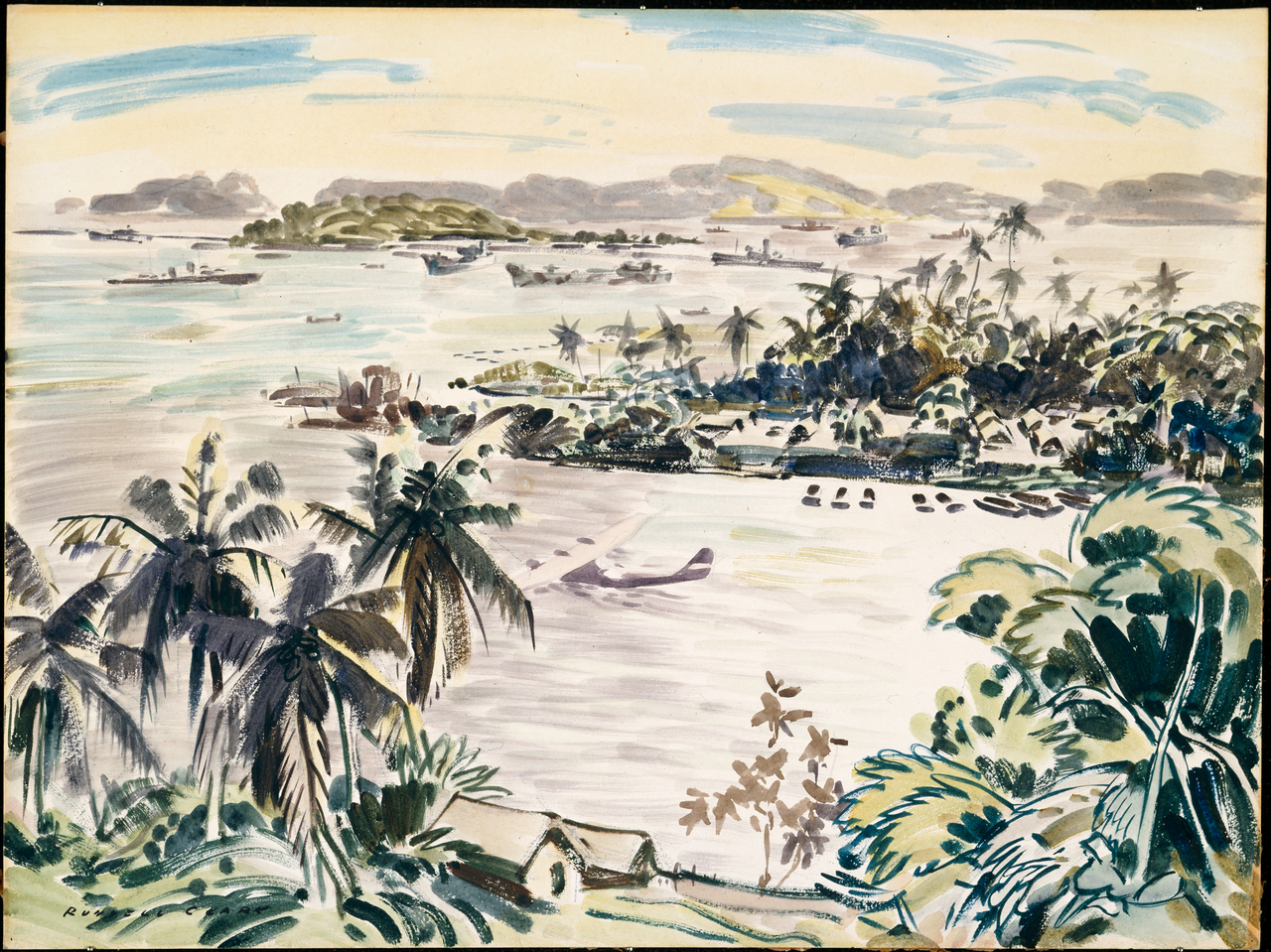
『Looking towards Tulagi from Halvao, 1944（ハルヴァオからツラギ島方面を望む、1944年）』 ラッセル・クラーク画。

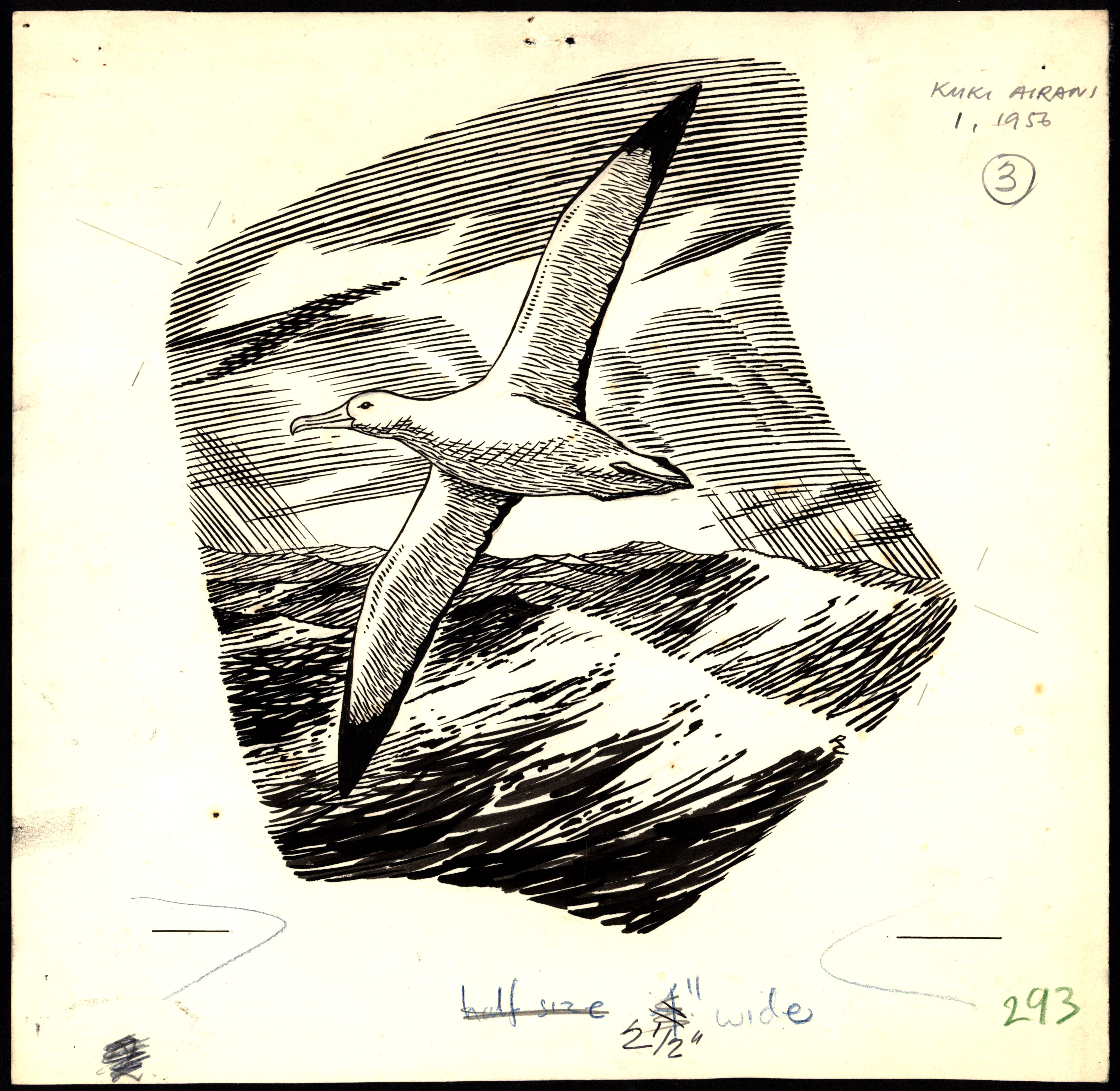
ラッセル・クラークが、サモアの学校の出版物に寄せた海鳥のイラストレーション。

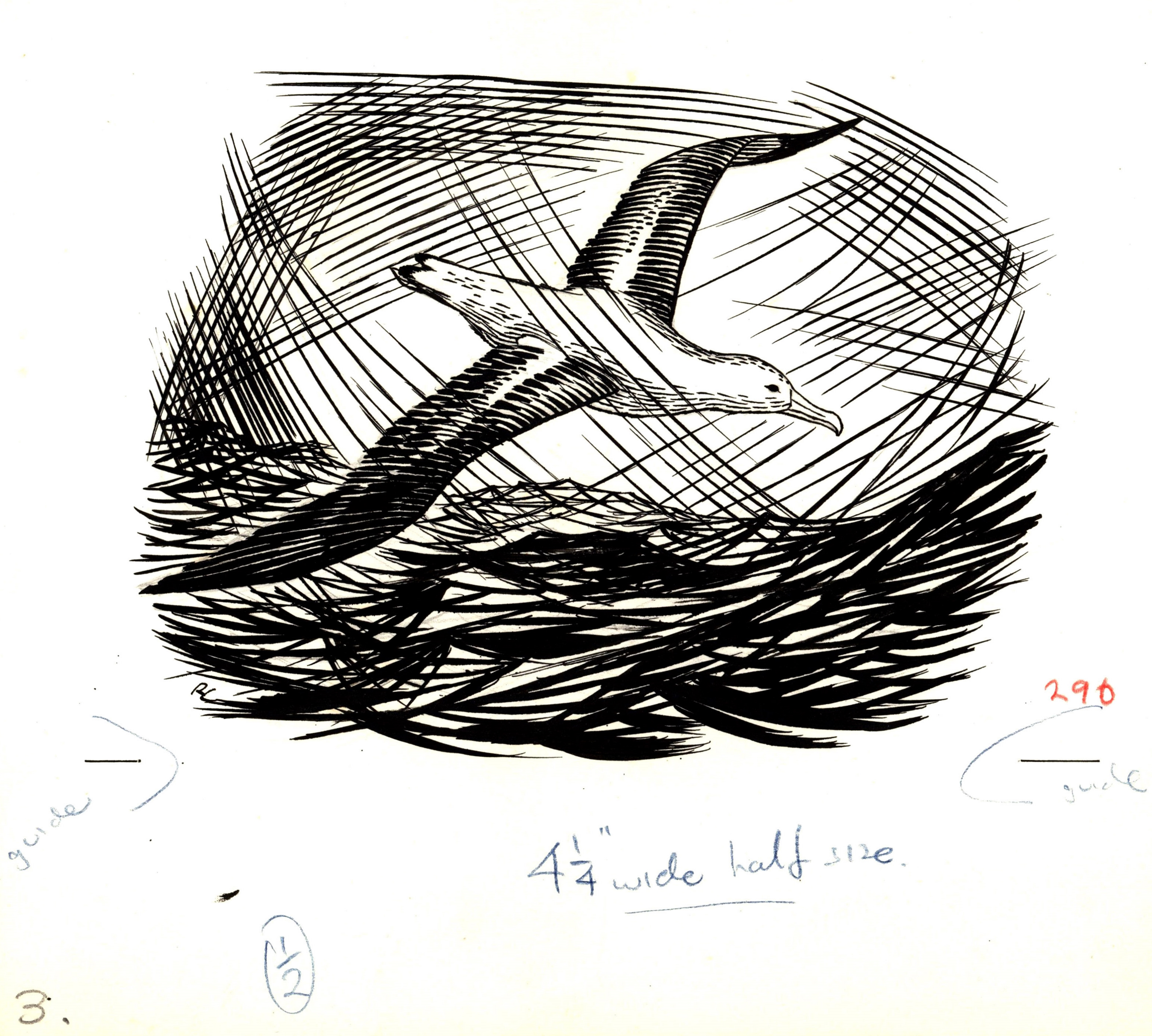
ラッセル・クラークが、サモアの学校誌に寄せた海鳥のイラストレーション。

ラッセル・ステュアート・セドリック・クラーク（Russell Stuart Cedric Clark、1905年8月27日 - 1966年7月29日）は、ニュージーランドの画家、イラストレーター、彫刻家、大学講師。クラークは、1905年8月27日にニュージーランドのカンタベリー地方北部クライストチャーチに生まれた。1922年から1928年にかけて、カンタベリー・カレッジ・スクール・オブ・アート (Canterbury College School of Art) に学んだ。第二次世界大戦中は、ニュージーランドの公式戦争画家 (Official War Artist) となった。コリン・マカホンや、ドリス・ラスクは、彼の弟子であった。クラークは、戦前戦後を通して、『New Zealand School Journal』誌のイラストレーターを務め、「最初の非公式な美術編集者 (the first unofficial art editor)」であった。1950年代、彼は『School Journal』誌や『New Zealand Listener』誌のために働いていた。クラークの作品の多くは、ウェリントンのアーカイヴス・ニュージーランドに所蔵されている。
ラッセル・クラーク賞は、彼を顕彰して名付けられている。